# Ron Howard
Ronald William Howard, detto Ron (Duncan, 1º marzo 1954), è un regista, produttore cinematografico e attore statunitense.
Affermatosi già come attore bambino al cinema e alla televisione, diviene celebre in tutto il mondo grazie al ruolo di Richie Cunningham nella famosa sitcom Happy Days. Partecipa a film celebri come il cult American Graffiti (1973) di George Lucas e Il pistolero (1976) di Don Siegel, per poi intraprendere una fortunata e prolifica carriera da regista che lo ha portato a dirigere commedie come Splash - Una sirena a Manhattan (1984), Cocoon - L'energia dell'universo (1985) e Il Grinch (2000), ma anche altri film di generi differenti, alcuni dei quali entrati nell'immaginario collettivo, come Apollo 13 (1995), A Beautiful Mind (2001), Cinderella Man - Una ragione per lottare (2005), la trilogia de Il codice da Vinci (2006), Frost/Nixon - Il duello (2008) e Rush (2013).
Nel corso degli anni ha ottenuto numerosi riconoscimenti tra cui due premi Oscar (miglior regista e miglior film) per A Beautiful Mind ed altre due candidature per Frost/Nixon, un Golden Globe, due Emmy Awards ed un Grammy Award. Ha poi ricevuto sei candidature ai premi BAFTA ed è stato in concorso una volta per l'Orso d'oro al Festival di Berlino.

## Biografia

### Attore
Nel 1959, all'età di soli 5 anni, recita ne La giostra, quinto episodio della famosa serie Ai confini della realtà e nel film Il viaggio con Yul Brynner.
Guadagna poi maggiore attenzione grazie al ruolo di Winthrop Paroo, il bambino balbuziente in Capobanda (1962), versione cinematografica del musical The Music Man, con Robert Preston e Shirley Jones. Nel 1963 compare in Una fidanzata per papà di Vincente Minnelli, accanto a Glenn Ford, Dina Merrill, Stella Stevens e Shirley Jones, nel quale interpreta efficacemente il ruolo del bambino, con una sensibilità ben differente dai personaggi schematici e bamboleggianti tipici del cinema hollywoodiano.

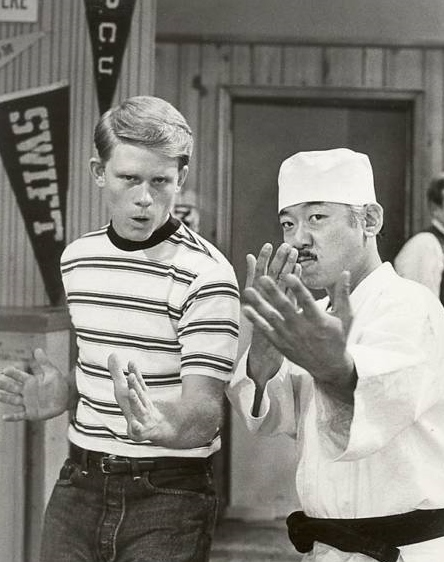
Ron Howard con Pat Morita, sul set di Happy Days (1975).

Appare poi nella serie televisiva The Andy Griffith Show (1960-1968), nella quale interpreta il ruolo di Opie Taylor, il figlio dello sceriffo locale della città immaginaria di Mayberry (Carolina del Nord). Nel 1965 partecipa a una puntata della serie televisiva western La grande vallata, nell'episodio intitolato Il morso del lupo. In questi primi anni di carriera, è spesso accreditato come Ronny Howard. Nel frattempo frequenta la USC School of Cinema-Television della University of Southern California, ma non si diploma.
Nel 1973 ottiene la parte di Steve Bolander nel film American Graffiti di George Lucas, che omaggia la gioventù dei ragazzi degli anni cinquanta-sessanta. Howard accetta il ruolo anche per staccarsi dai personaggi "infantili" dei suoi precedenti film. Questa interpretazione lo rende un volto molto conosciuto sul grande schermo e il film si rivela un buon successo sia di pubblico che di critica.
L'anno successivo diviene famoso in tutto il mondo grazie al ruolo di Richie Cunningham, il miglior amico di Fonzie, nella celebre serie televisiva Happy Days (1974-1984). La serie presenta una visione idealizzata della vita americana a cavallo tra gli anni cinquanta e sessanta e ottiene un immediato successo mondiale. Richie è il protagonista delle prime sette stagioni della serie ed è raffigurato come il figlio studioso e ben educato. Howard decide in seguito di abbandonare la serie per seguire la carriera di regista. Nella trama, l'uscita di scena di Richie viene giustificata con l'adesione alla carriera militare. Howard, comunque, rimarrà fortemente legato al personaggio tornando ad interpretarlo solo per quattro puntate tra il 1983 e il 1984.
Nel 1976 prende parte al film Il pistolero di Don Siegel, classico western crepuscolare, in cui John Wayne interpreta l'ultimo ruolo della sua carriera di attore. Per questo film ottiene una candidatura al Golden Globe come miglior attore non protagonista.

### Regista
Nel 1977, mentre è ancora una delle star di Happy Days, dirige il suo primo film (dopo 3 cortometraggi), una commedia d'azione a basso costo intitolata Attenti a quella pazza Rolls Royce (da lui anche interpretata). Dopo aver lasciato il set di Happy Days nel 1980 dirige diversi film per la televisione.

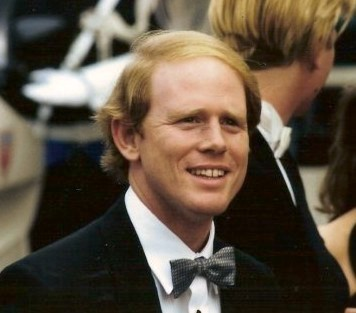
Ron Howard al Festival di Cannes 1990

Il suo primo grande successo sul grande schermo arriva nel 1982 quando dirige la pellicola Night Shift - Turno di notte, con due attori all'epoca ancora sconosciuti come Michael Keaton e Shelley Long; la pellicola è prodotta da Henry Winkler, il Fonzie di Happy Days, che appare nel film in un ruolo da comprimario. Nel film compare anche Kevin Costner e la giovanissima Shannen Doherty. La pellicola registra un buon incasso al box office e ottiene ottime critiche.

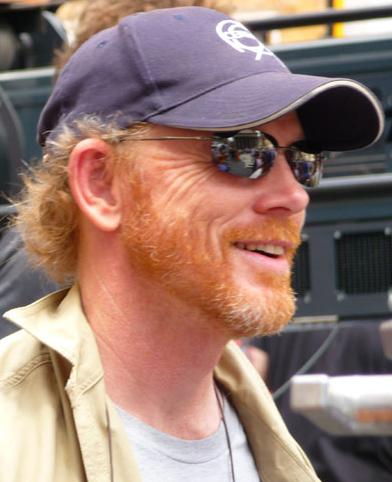
Ron Howard a Roma durante le riprese di Angeli e demoni (2008)

Da allora ha diretto numerosi film di successo, tra i quali Splash - Una sirena a Manhattan (1984), Cocoon - L'energia dell'universo (1985), Apollo 13 (1995), candidato a diversi premi Oscar, Il Grinch (2000), accolto in maniera controversa dalla critica ma grande successo di pubblico e vincitore dell'Oscar al miglior trucco, e A Beautiful Mind (2001), per il quale vince l'Oscar al miglior regista; la pellicola, dedicata alla vita del matematico John Nash, interpretato da Russell Crowe, si aggiudica complessivamente 4 statuette e diverse candidature.
Nel 2005 Howard dirige il film Cinderella Man - Una ragione per lottare, nel quale torna a lavorare con Russell Crowe, ricevendo alcune critiche per la rappresentazione del pugile James J. Braddock, all'interno comunque di una accurata ricostruzione storica del periodo della grande depressione. Il film in generale viene accolto favorevolmente e ottiene un discreto successo al box office.
Tra il 2006 e il 2009 dirige Il codice da Vinci e Angeli e demoni, dagli omonimi romanzi di Dan Brown, con Tom Hanks protagonista. In quest'ultimo film, Ron Howard ingaggia alcuni membri della sua famiglia in parti minori. Entrambi i capitoli si rivelano un enorme successo di pubblico. Con l'occasione Howard annuncia che non dirigerà il terzo capitolo intitolato Il simbolo perduto, mentre si occuperà di Inferno. Nel 2008 adatta per il grande schermo il dramma teatrale di Frost/Nixon - Il duello. Nixon viene interpretato da Frank Langella mentre Frost è interpretato da Michael Sheen.
Nel 2011 dirige Il dilemma, uscito il 6 gennaio dello stesso anno. che però si rivela un flop al botteghino e riceve critiche negative. Il suo successivo film è Rush, scritto da Peter Morgan, nel quale si racconta la rivalità tra i piloti di Formula 1 Niki Lauda e James Hunt, interpretati rispettivamente da Daniel Brühl e Chris Hemsworth, uscito in Italia il 19 settembre 2013. Nel 2015 dirige Heart of the Sea - Le origini di Moby Dick con Charlotte Riley, Chris Hemsworth, Cillian Murphy, Michelle Fairley e Paul Anderson. Nel 2017 prende il posto di Phil Lord e Chris Miller alla regia dello spin-off della saga di Guerre stellari incentrato sul personaggio di Ian Solo. Nel 2020 dirige poi il suo nuovo film drammatico, Elegia americana, tratto dall'omonima autobiografia di J. D. Vance, con protagoniste Glenn Close ed Amy Adams.

### Altri lavori

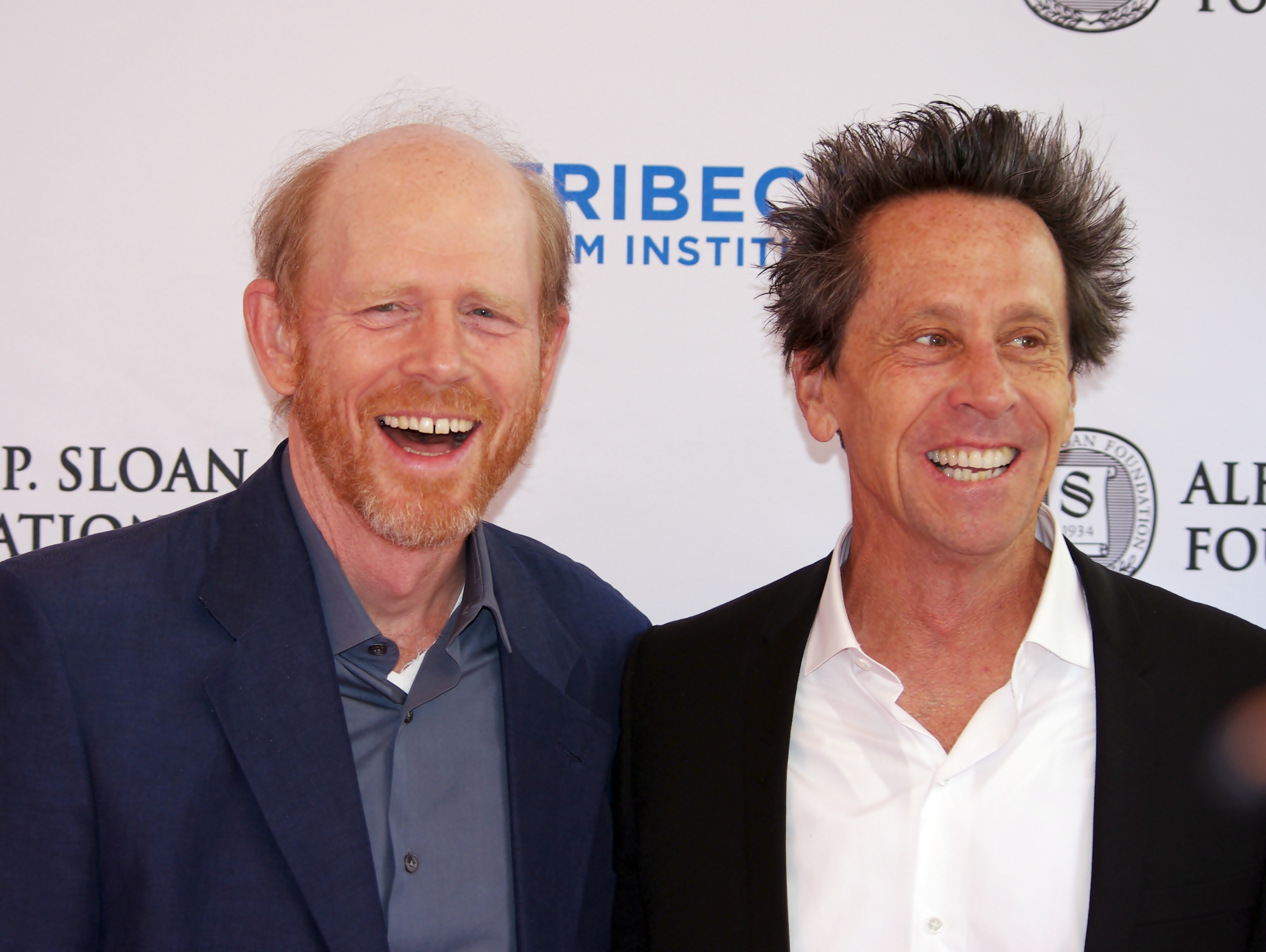
Ron Howard e Brian Grazer al Tribeca Film Festival 2011.

Howard è il co-proprietario con Brian Grazer della Imagine Entertainment, una compagnia di produzione cinematografica e televisiva, che ha prodotto notevoli successi come Friday Night Lights, 8 Mile, il serial televisivo 24 e la serie televisiva Felicity.
Attraverso la sua società Imagine Television, Howard continua ad avere una forte presenza in televisione, non solo come produttore, ma anche attivamente; è anche stato il produttore ed il narratore (non accreditato) dell'acclamata serie televisiva Arrested Development - Ti presento i miei, oltre che ideatore. La serie ha ottenuto un ottimo successo e ad essa sono stati dedicati molti siti web creati dai fan.
Per le elezioni presidenziali statunitensi del 2008 si schiera, girando un cortometraggio dal titolo Ron Howard's Call to Action, a favore del candidato democratico Barack Obama. Nel corto torna ad impersonare Richie Cunningham, recitando accanto ad Henry Winkler, che a sua volta ritorna ad essere il Fonzie di Happy Days.

## Vita privata
Howard è di discendenza olandese, scozzese, inglese, irlandese e tedesca. Suo fratello minore, Clint Howard e i suoi genitori Rance Howard e Jean Speegle Howard, sono anch'essi attori. Dalla moglie Cheryl Alley, conosciuta ai tempi del liceo, sposata nel 1975, ha avuto tre figlie, Bryce e le gemelle Paige e Jocelyn, e un figlio, Reed Cross. È amico di Henry Winkler, tanto che quest'ultimo è stato il padrino di battesimo di sua figlia Bryce.
Nel 2007 è diventato nonno per la prima volta quando sua figlia Bryce ha avuto un figlio.

## Filmografia parziale

### Attore

#### Cinema

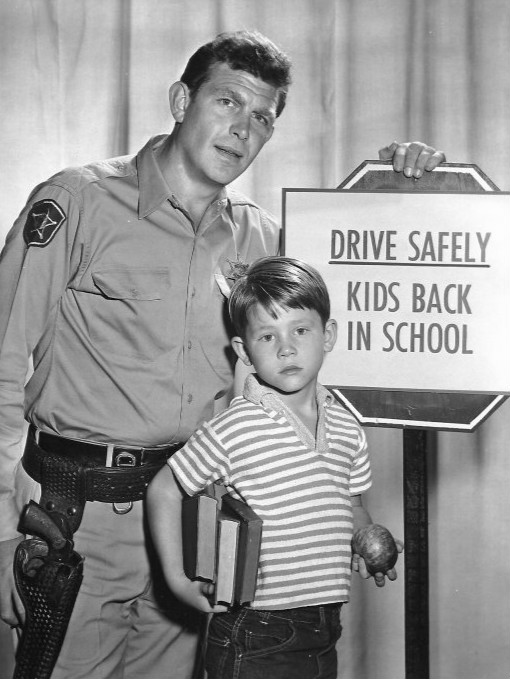
Ron Howard con Andy Griffith in The Andy Griffith Show (1961).

- Pellirosse alla frontiera (Frontier Woman), regia di Ron Ormond (1956)
- Il viaggio (The Journey), regia di Anatole Litvak (1959)
- Five Minutes to Live, regia di Billy Karn (1961)
- Capobanda (The Music Man), regia di Morton DaCosta (1962)
- Una fidanzata per papà (The Courtship of Eddy's Father), regia di Vincente Minnelli (1963)
- Village of the Giants, regia di Bert I. Gordon (1965)
- A Boy Called Nuthin', regia di Norman Tokar (1967)
- Smoke, regia di Vincent McEveety (1970)
- Wyoming, terra selvaggia (The Wild Country), regia di Robert Totten (1971)
- American Graffiti, regia di George Lucas (1973)
- Happy Mother's Day, Love George, regia di Darren McGavin (1973)
- La banda di Harry Spikes (The Spikes Gang), regia di Richard Fleischer (1974)
- Huckleberry Finn, regia di Robert Totten (1975)
- Il primo nudo musicale (The First Nudie Musical), regia di Mark Haggard e Bruce Kimmel (1976)
- Eat My Dust, regia di Charles B. Griffith (1976)
- Il pistolero (The Shootist), regia di Don Siegel (1976)
- I'm a Fool, regia di Noel Black (1977)
- Attenti a quella pazza Rolls Royce (Grand Theft Auto), regia di Ron Howard (1977)
- American Graffiti 2 (More American Graffiti), regia di Bill L. Norton (1979)
- Night Shift - Turno di notte (Night Shift), regia di Ron Howard (1982) - cameo non accreditato
- David Letterman's Holiday Film Festival, regia di Hal Gurnee (1985)
- Return to Mayberry, regia di Bon Sweeney (1986)
- Willow regia di Ron Howard (1988)
- Il Grinch (How the Grinch Stole Christmas), regia di Ron Howard (2000) - non accreditato
- A Beautiful Mind, regia di Ron Howard (2001) - cameo
- Osmosis Jones, regia di Peter e Bobby Farrelly (2001) - voce

#### Televisione
- General Electric Theater – serie TV, episodi 8x14-10x13 (1959-1961)
- Ai confini della realtà (The Twilight Zone) – serie TV, episodio 1x05 (1959)
- June Allyson Show (The DuPont Show with June Allyson) – serie TV, episodio 1x08 (1959)
- Pete and Gladys – serie TV, episodio 1x07 (1960)
- The Andy Griffith Show – serie TV, 210 episodi (1960-1968)
- The New Breed – serie TV, episodio 1x35 (1962)
- La grande avventura (The Great Adventure) – serie TV, episodio 1x19 (1964)
- La grande vallata (The Big Valley) – serie TV, episodio 1x12 (1965)
- Le spie (I Spy) – serie TV, episodio 2x14 (1966)
- L'orso Ben (Gentle Ben) – serie TV, 2 episodi (1967-1969)
- Lassie – serie TV, 2 episodi (1970)
- La famiglia Smith (The Smith Family) – serie TV, 39 episodi (1971-1972)
- Bonanza – serie TV, episodio 14x04 (1972)
- The Migrants, regia di Tom Gries – film TV (1974)
- Locusts, regia di Richard T. Heffron – film TV (1974)
- Happy Days – serie TV, 171 episodi (1974-1984)
- Fonzie e la Happy Days Gang – serie TV, 1 episodio (1980) – Richard "Richie" Cunningham
- Atto d'Amore (Act of Love), regia di Jud Taylor – film TV (1980)
- La morte invisibile (Bitter Harvest), regia di Roger Young – film TV (1981)
- Fuoco sulla montagna (Fire on the Mountain), regia di Donald Wrye – film TV (1981)
- When Your Lover Leaves, regia di Jeff Bleckner – film TV (1983)
- Arrested Development - Ti presento i miei (Arrested Development) – serie TV, 53 episodi (2003-2013) - narratore
- This Is Us – serie TV, 3 episodi (2017)
- Only Murders in the Building – serie TV, episodio 4x09 (2024)
- The Studio – serie TV, episodio 1x03 (2025)

### Regista

#### Lungometraggi
- Attenti a quella pazza Rolls Royce (Grand Theft Auto) (1977)
- Night Shift - Turno di notte (Night Shift) (1982)
- Splash - Una sirena a Manhattan (Splash) (1984)
- Cocoon - L'energia dell'universo (Cocoon) (1985)
- Gung Ho - Arrivano i giapponesi (Gung Ho) (1986)
- Willow (1988)
- Parenti, amici e tanti guai (Parenthood) (1989)
- Fuoco assassino (Backdraft) (1991)
- Cuori ribelli (Far and Away) (1992)
- Cronisti d'assalto (The Paper) (1994)
- Apollo 13 (1995)
- Ransom - Il riscatto (Ransom) (1996)
- EdTV (EDtv) (1999)
- Il Grinch (How the Grinch Stole Christmas) (2000)
- A Beautiful Mind (2001)
- The Missing (2003)
- Cinderella Man - Una ragione per lottare (Cinderella Man) (2005)
- Il codice da Vinci (The Da Vinci Code) (2006)
- Frost/Nixon - Il duello (Frost/Nixon) (2008)
- Angeli e demoni (Angels & Demons) (2009)
- Il dilemma (The Dilemma) (2011)
- Rush (2013)
- Heart of the Sea - Le origini di Moby Dick (In the Heart of the Sea) (2015)
- Inferno (2016)
- Solo: A Star Wars Story (2018)
- Elegia americana (Hillbilly Elegy) (2020)
- Tredici vite (Thirteen Lives) (2022)
- Eden (2024)

#### Documentari
- Made in America (2013)
- The Beatles: Eight Days a Week - The Touring Years (2016)
- Pavarotti (2019)

#### Cortometraggi
- Old Paint (1969)
- Deed of Daring-Do (1969)
- Cards, Cads, Guns, Gore and Death (1969)

#### Televisione
- Cotton Candy (1978) - film TV
- Le strade del cielo (Skyward) (1980) - film TV
- Through the Magic Pyramid (1981) - film TV
- Littleshots (1983) - film TV
- No Greater Gift (1985) - film TV
- Take Five (1987) - film TV
- Genius (2017) - episodio pilota

### Sceneggiatore
- Attenti a quella pazza Rolls Royce (Grand Theft Auto) (1977)
- Cotton Candy (1978) - film TV
- Parenti, amici e tanti guai (Parenthood) (1989) - solo soggetto
- Cuori ribelli (Far and Away) (1992) - solo soggetto

### Produttore
- Dalla Terra alla Luna (From the Earth to the Moon) – miniserie TV, 12 puntate (1998)
- Changeling, regia di Clint Eastwood (2008)
- Katy Perry: Part of Me, regia di Dan Cutforth e Jane Lipsitz (2012)
- Rush, regia di Ron Howard (2013)
- Heart of the Sea - Le origini di Moby Dick (In the Heart of the Sea), regia di Ron Howard (2015)
- The Beatles: Eight Days a Week - The Touring Years (2016)
- Marte (Mars) - serie televisiva (2016)
- Barry Seal - Una storia americana (American Made), regia di Doug Liman (2017)
- Pavarotti, regia di Ron Howard (2019) - documentario
- Elegia americana (Hillbilly Elegy), regia di Ron Howard (2020)
- Tick, Tick... Boom!, regia di Lin-Manuel Miranda (2021)
- Tredici vite (Thirteen Lives), regia di Ron Howard (2022)

### Produttore esecutivo
- Sulla scena del delitto: Il caso del Cecil Hotel – docuserie (2021)
- Il simbolo perduto (The Lost Symbol) – serie TV, episodi 1x01-1x02-1x03 (2021)
- Willow - serie TV (2022-in corso)

## Riconoscimenti (parziale)
- Premio Oscar
  - 2002 – Miglior film per A Beautiful Mind
  - 2002 – Miglior regista per A Beautiful Mind
  - 2009 – Candidatura al miglior film per Frost/Nixon - Il duello
  - 2009 – Candidatura al miglior regista per Frost/Nixon – Il duello

- Golden Globe
  - 1977 – Candidatura al miglior attore non protagonista per Il pistolero
  - 1978 – Miglior attore in una serie commedia o musicale per Happy Days
  - 1996 – Candidatura al miglior regista per Apollo 13
  - 2002 – Miglior film drammatico per A Beautiful Mind
  - 2002 – Candidatura al miglior regista per A Beautiful Mind
  - 2004 – Candidatura alla miglior serie commedia o musicale per Arrested Development - Ti presento i miei
  - 2005 – Candidatura alla miglior serie commedia o musicale per Arrested Development - Ti presento i miei
  - 2009 – Candidatura per il miglior film drammatico per Frost/Nixon – Il duello
  - 2009 – Candidatura al miglior regista per Frost/Nixon – Il duello
  - 2014 – Candidatura al miglior film drammatico per Rush
  - 2022 – Candidatura al miglior film commedia o musicale per Tick, Tick... Boom!

- Mostra del Cinema di Venezia
  - 1985 – Premio Giovani

- Razzie Awards
  - 2006 - Candidatura al peggior regista per Il codice da Vinci

- Young Hollywood Hall of Fame[29]

## Doppiatori italiani
Nelle versioni in italiano delle opere in cui ha recitato, Ron Howard è stato doppiato da:
- Sandro Acerbo in La banda di Harry Spikes, Attenti a quella pazza Rolls Royce, The Studio
- Massimo Giuliani in Una fidanzata per papà, Il pistolero, American Graffiti 2
- Roberto Chevalier in Only Murders in the Building
- Claudio Capone in La famiglia Smith
- Luca Dal Fabbro in American Graffiti[30]
- Claudio Sorrentino in Happy Days
- Marco Mete in This Is Us

Da doppiatore è sostituito da:
- Claudio Sorrentino ne I Simpson
- Gianni Giuliano in Arrested Development - Ti presento i miei